# Jeong Seung-hyun
Jeong Seung-hyun (정승현?; 3 aprile 1994) è un calciatore sudcoreano, difensore dell'Ulsan HD e della nazionale sudcoreana.

## Carriera

### Club
Jeong Seung-hyun è cesciuto calcisticamente in Corea del Sud, nell'Ulsan HD, con cui ha esordito nel 2015. Il 19 aprile 2015 esordisce in campionato, nella sfida con l'Incheon Utd.
A metà 2017, lasciò la Corea del Sud per firmare con la squadra giapponese del Sagan Tosu, resta in squadra per un anno collezionando 27 presenze e realizzando anche due goal. Nel luglio 2018 venne poi scambiato con Mū Kanazaki divenendo quindi un giocatore del Kashima Antlers, squadra militante sempre nella J1 League.
Nel 2020 dopo tre stagioni in Giappone torna nuovamente in Corea del Sud ritornando nella squadra in cui era cresciuto l'Ulsan HD, con il quale gioca tutta la K League 1 2020. Nel 2021, visto l'obbligo per tutti i cittadini sudcoreani di effettuare il Servizio militare obbligatorio, Jeong Seung-hyun è stato prestato per due anni, la durata della leva, alla squadra del Gimcheon Sangmu, team di proprietà delle Forze Armate della Repubblica di Corea composta unicamente da giovani calciatori sudcoreani professionisti nel loro periodo del servizio di leva obbligatorio. Terminata la leva è ritornato al suo club di appartenenza dell'Ulsan HD, dove ha contribuito alla vittoria della K League 1 2023.
Il 7 febbraio 2024, viene annunciato il suo trasferimento a favore della squadra della UAE Arabian Gulf League dell'Al-Wasl.

### Nazionale
Ha fatto parte della nazionale Under-23 sudcoreana.
Viene convocato per le Olimpiadi 2016 in Brasile. Successivamente viene convocato dalla nazionale maggiore per i Mondiali 2018, disputati in Russia, in cui tuttavia non scende mai in campo in nessuna delle 3 partita della selezione asiatica che viene eliminata al primo turno.

## Statistiche

### Cronologia presenze e reti in nazionale
| Cronologia completa delle presenze e delle reti in nazionale ― Corea del Sud | Cronologia completa delle presenze e delle reti in nazionale ― Corea del Sud | Cronologia completa delle presenze e delle reti in nazionale ― Corea del Sud | Cronologia completa delle presenze e delle reti in nazionale ― Corea del Sud | Cronologia completa delle presenze e delle reti in nazionale ― Corea del Sud | Cronologia completa delle presenze e delle reti in nazionale ― Corea del Sud | Cronologia completa delle presenze e delle reti in nazionale ― Corea del Sud | Cronologia completa delle presenze e delle reti in nazionale ― Corea del Sud |
| Data                                                                         | Città                                                                        | In casa                                                                      | Risultato                                                                    | Ospiti                                                                       | Competizione                                                                 | Reti                                                                         | Note                                                                         |
| ---------------------------------------------------------------------------- | ---------------------------------------------------------------------------- | ---------------------------------------------------------------------------- | ---------------------------------------------------------------------------- | ---------------------------------------------------------------------------- | ---------------------------------------------------------------------------- | ---------------------------------------------------------------------------- | ---------------------------------------------------------------------------- |
| 12-12-2017                                                                   | Tokyo                                                                        | Corea del Nord                                                               | 0 – 1                                                                        | Corea del Sud                                                                | Coppa dell'Asia orientale 2017                                               | -                                                                            |                                                                              |
| 16-12-2017                                                                   | Chōfu                                                                        | Giappone                                                                     | 1 – 4                                                                        | Corea del Sud                                                                | Coppa dell'Asia orientale 2017                                               | -                                                                            | 72’                                                                          |
| 30-1-2018                                                                    | Aksu                                                                         | Giamaica                                                                     | 2 – 2                                                                        | Corea del Sud                                                                | Amichevole                                                                   | -                                                                            | 83’                                                                          |
| 3-2-2018                                                                     | Aksu                                                                         | Corea del Sud                                                                | 1 – 0                                                                        | Lettonia                                                                     | Amichevole                                                                   | -                                                                            |                                                                              |
| 28-5-2018                                                                    | Taegu                                                                        | Corea del Sud                                                                | 2 – 0                                                                        | Honduras                                                                     | Amichevole                                                                   | -                                                                            | 71’                                                                          |
| 1-6-2018                                                                     | Jeonju                                                                       | Corea del Sud                                                                | 1 – 3                                                                        | Bosnia ed Erzegovina                                                         | Amichevole                                                                   | -                                                                            | 75’                                                                          |
| 17-11-2018                                                                   | Brisbane                                                                     | Australia                                                                    | 1 – 1                                                                        | Corea del Sud                                                                | Amichevole                                                                   | -                                                                            | 85’                                                                          |
| 20-11-2018                                                                   | Brisbane                                                                     | Uzbekistan                                                                   | 0 – 4                                                                        | Corea del Sud                                                                | Amichevole                                                                   | -                                                                            | 82’                                                                          |
| 6-6-2022                                                                     | Daejeon                                                                      | Corea del Sud                                                                | 2 – 0                                                                        | Cile                                                                         | Amichevole                                                                   | -                                                                            |                                                                              |
| 10-6-2022                                                                    | Suwon                                                                        | Corea del Sud                                                                | 2 – 2                                                                        | Paraguay                                                                     | Amichevole                                                                   | -                                                                            |                                                                              |
| 15-6-2023                                                                    | Busan                                                                        | Corea del Sud                                                                | 0 – 1                                                                        | Perù                                                                         | Amichevole                                                                   | -                                                                            |                                                                              |
| 20-6-2023                                                                    | Daejeon                                                                      | Corea del Sud                                                                | 1 – 1                                                                        | El Salvador                                                                  | Amichevole                                                                   | -                                                                            |                                                                              |
| 7-9-2023                                                                     | Cardiff                                                                      | Galles                                                                       | 0 – 0                                                                        | Corea del Sud                                                                | Amichevole                                                                   | -                                                                            |                                                                              |
| 12-9-2023                                                                    | Newcastle upon Tyne                                                          | Arabia Saudita                                                               | 0 – 1                                                                        | Corea del Sud                                                                | Amichevole                                                                   | -                                                                            |                                                                              |
| 13-10-2023                                                                   | Seul                                                                         | Corea del Sud                                                                | 4 – 0                                                                        | Tunisia                                                                      | Amichevole                                                                   | -                                                                            |                                                                              |
| 17-10-2023                                                                   | Seul                                                                         | Corea del Sud                                                                | 6 – 0                                                                        | Vietnam                                                                      | Amichevole                                                                   | -                                                                            | 46’                                                                          |
| 16-11-2023                                                                   | Seul                                                                         | Corea del Sud                                                                | 5 – 0                                                                        | Singapore                                                                    | Qual. Mondiali 2026                                                          | -                                                                            |                                                                              |
| 21-11-2023                                                                   | Shenzhen                                                                     | Cina                                                                         | 0 – 3                                                                        | Corea del Sud                                                                | Qual. Mondiali 2026                                                          | 1                                                                            |                                                                              |
| 6-1-2024                                                                     | Abu Dhabi                                                                    | Iraq                                                                         | 0 – 1                                                                        | Corea del Sud                                                                | Amichevole                                                                   | -                                                                            | 46’                                                                          |
| 15-1-2024                                                                    | Doha                                                                         | Corea del Sud                                                                | 3 – 1                                                                        | Bahrein                                                                      | Coppa d'Asia 2023 - 1º turno                                                 | -                                                                            |                                                                              |
| 20-1-2024                                                                    | Doha                                                                         | Giordania                                                                    | 2 – 2                                                                        | Corea del Sud                                                                | Coppa d'Asia 2023 - 1º turno                                                 | -                                                                            |                                                                              |
| 30-1-2024                                                                    | Al Rayyan                                                                    | Arabia Saudita                                                               | 1 – 1 dts (2 – 4 dtr)                                                        | Corea del Sud                                                                | Coppa d'Asia 2023 - Ottavi di finale                                         | -                                                                            | 64’                                                                          |
| 2-2-2024                                                                     | Al Wakrah                                                                    | Australia                                                                    | 1 – 2 dts                                                                    | Corea del Sud                                                                | Coppa d'Asia 2023 - Quarti di finale                                         | -                                                                            | 120+1’                                                                       |
| 6-2-2024                                                                     | Al Rayyan                                                                    | Giordania                                                                    | 2 – 0                                                                        | Corea del Sud                                                                | Coppa d'Asia 2023 - Semifinale                                               | -                                                                            | 84’                                                                          |
| 10-9-2024                                                                    | Mascate                                                                      | Oman                                                                         | 1 – 3                                                                        | Corea del Sud                                                                | Qual. Mondiali 2026                                                          | -                                                                            | [ 8 ]                                                                        |
| Totale                                                                       |                                                                              | Presenze                                                                     | 25                                                                           |                                                                              | Reti                                                                         | 1                                                                            |                                                                              |

## Palmarès

### Club

#### Competizioni internazionali
- AFC Champions League: 2

Kashima Antlers: 2018
Ulsan Hyundai: 2020

#### Competizioni nazionali
- K League 1: 2

Ulsan Hyundai: 2022, 2023
- UAE Arabian Gulf League: 1

Al-Wasl: 2023-2024
- Coppa del Presidente degli Emirati Arabi Uniti: 1

Al-Wasl: 2023-2024

### Nazionale
- EAFF E-1 Football Championship: 1 :

Giappone 2017